# ジミー・カーター
“ジミー”ジェームズ・アール・カーター・ジュニア（英語: James Earl "Jimmy" Carter Jr.、1924年10月1日 - 2024年12月29日）は、アメリカ合衆国の政治家。同国第39代大統領（在任：1977年1月20日 - 1981年1月20日）。2002年12月にノーベル平和賞を受賞した。歴代米国大統領1位の長寿記録保持者であり、かつ唯一のセンテナリアンでもあった。

## 誕生から海軍退役まで
1924年10月1日、ジョージア州プレーンズにて、食料品店主兼農家のジェームズ・アール・カーター・シニアと看護婦のリリアン・ゴーディ・カーターの長男（第1子）として誕生し（初の病院で誕生した大統領である）、アーチェリーの近くで成長した。ジョージア工科大学で理学士の学士号を取得した。
1946年6月に海軍兵学校を卒業し、同年7月にロザリン・スミスと結婚した。カーターは大西洋および太平洋の艦隊で潜水艦に勤務し、その後ハイマン・G・リッコーヴァー提督によってアメリカ海軍の原子力潜水艦の開発推進プログラムの担当者に選ばれた。1952年12月12日にカナダのチョーク・リバー研究所の試験原子炉NRXで原子炉が暴走し、燃料棒が溶融する原子力事故が発生した際には、カーターはアメリカ海軍の技術者として事故処理に当たり、被曝もしている。1961年12月に海軍を大尉で退役し、当初は低所得者向け公営住宅に暮らすが、妻と共に公共図書館で自学してピーナッツ栽培に取り組み、成功を収める。

## 政治経歴

### 地方政治
教育委員を始めとする地域の評議員を経験したカーターは、1961年にジョージア州上院議員に立候補した。当初は落選とされたが、選挙不正を提訴して認められて当選となる。再選の後に1966年11月の州知事選挙の民主党予備選挙に立候補した。3位に終わったが、上位候補の思想がかけ離れている中でカーターのリベラルな立場が注目されて頭角を現した。1970年11月の州知事選挙で当選し、1971年1月から1975年1月までジョージア州知事を務めた。州知事としては人種差別撤廃・行政改革・校区の貧富の差による教育格差の是正などに取り組んだ。

### 1976年アメリカ合衆国大統領選挙

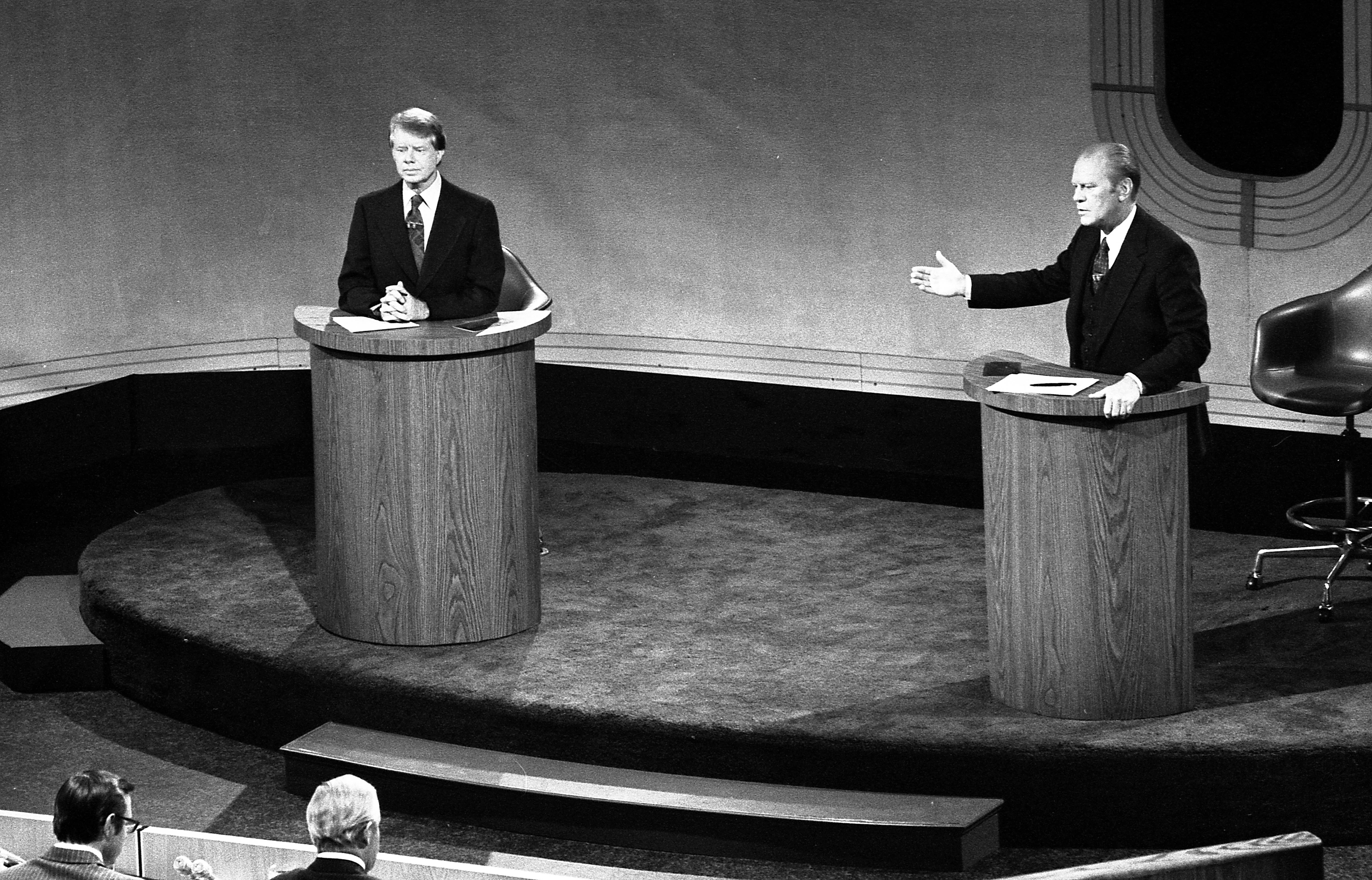
フォード大統領と討論するカーター

1976年アメリカ合衆国大統領選挙に民主党候補として出馬した。当初は、「ジミーって誰のこと（Jimmy, Who?）」という言葉が流行するほど知名度が低かったが、ウォーターゲート事件により疲弊した政治の刷新を求めるアメリカ国民にクリーンなイメージと満面の笑みをアピールした。選挙戦では世論調査会社を活用し、各州が抱える問題の情報を収集し、それに対応するメディア戦略をとった。
その結果1976年5月に実施された世論調査の段階で、現職のジェラルド・R・フォード大統領を上回る支持を得て、本選挙でも一般投票の50.1パーセントを獲得し勝利した（投票率は戦後最低）。

## 大統領

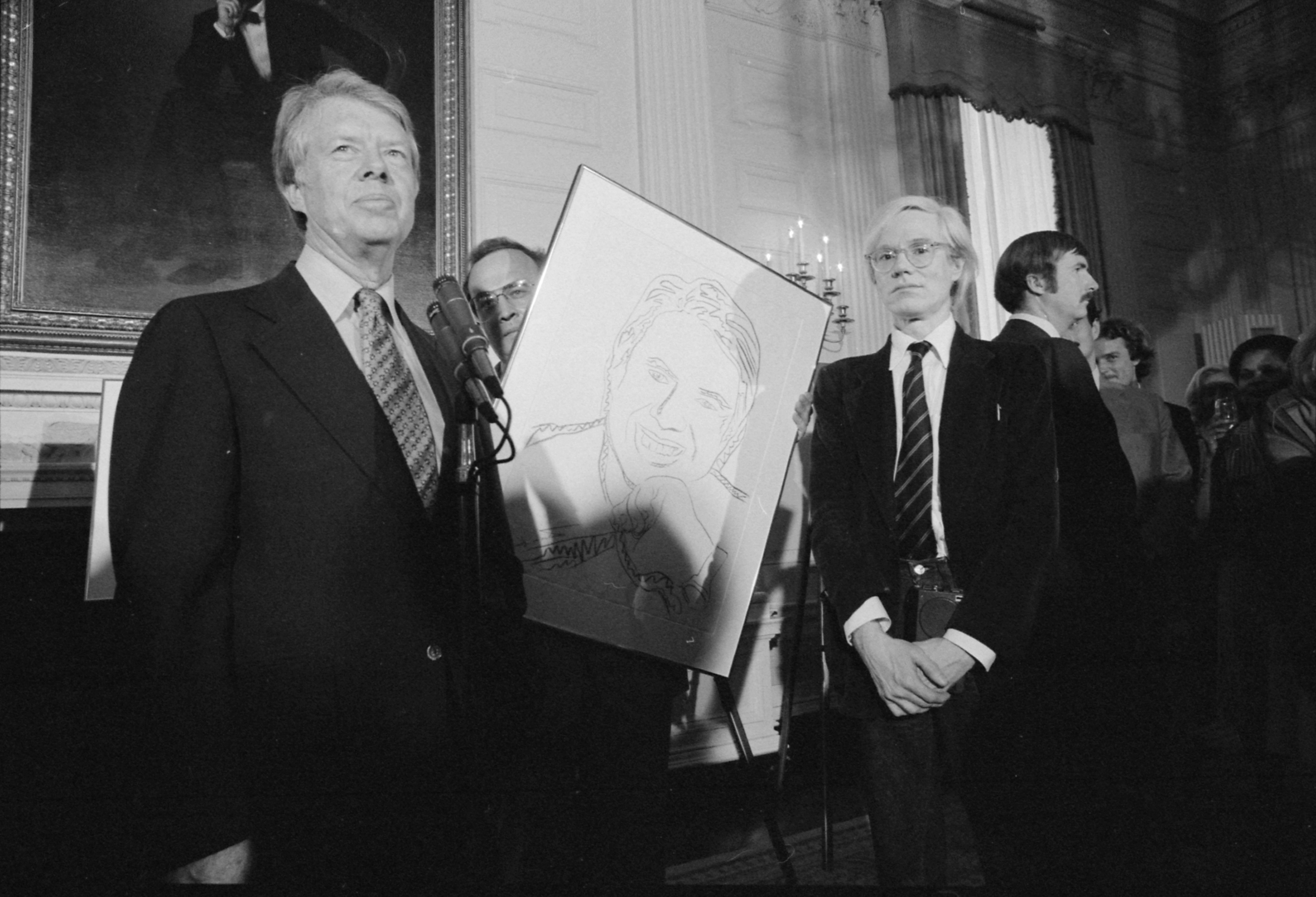
アンディ・ウォーホルとともに

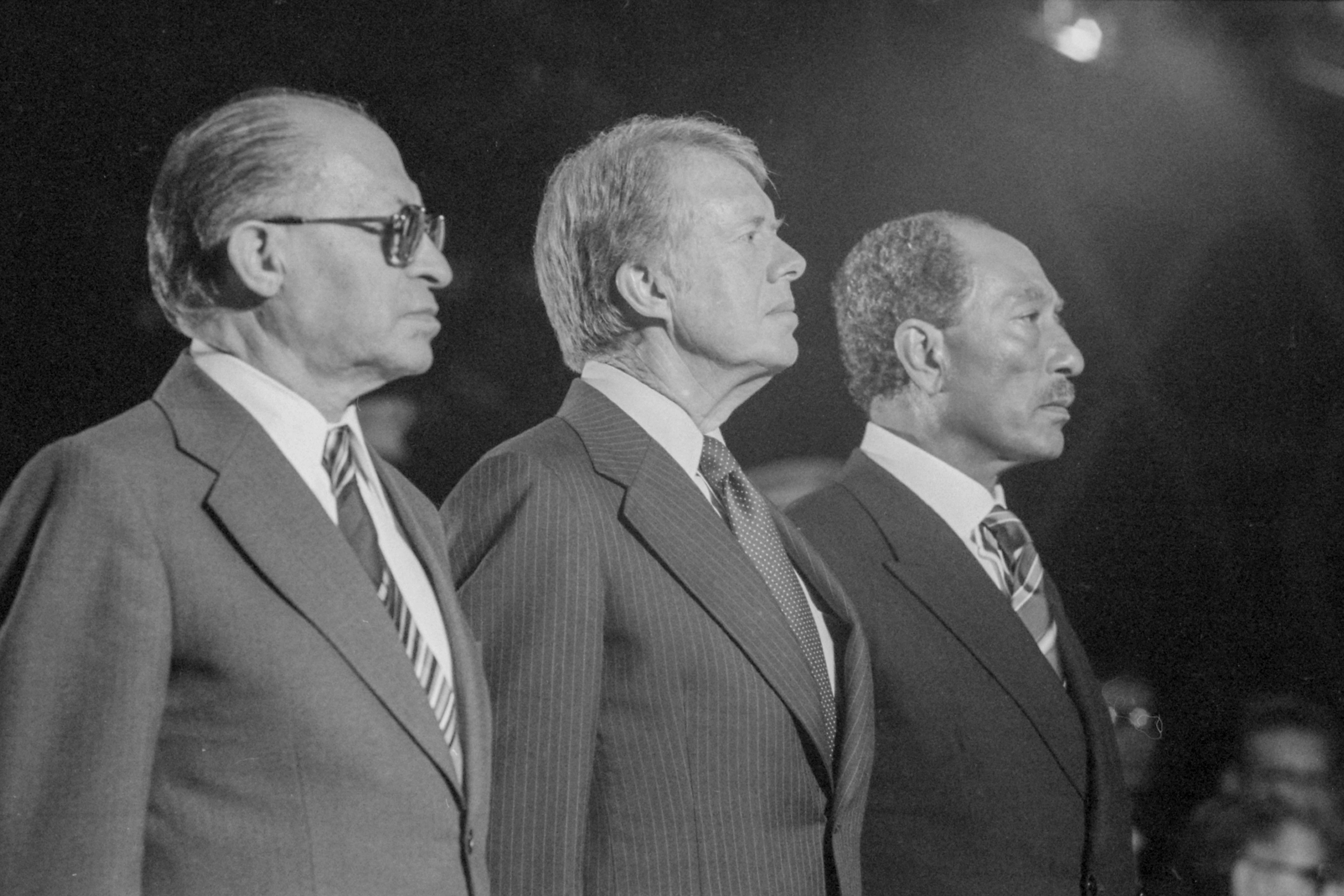
キャンプデービッドでメナヘム・ベギンとアンワル・アッ＝サーダートと共に

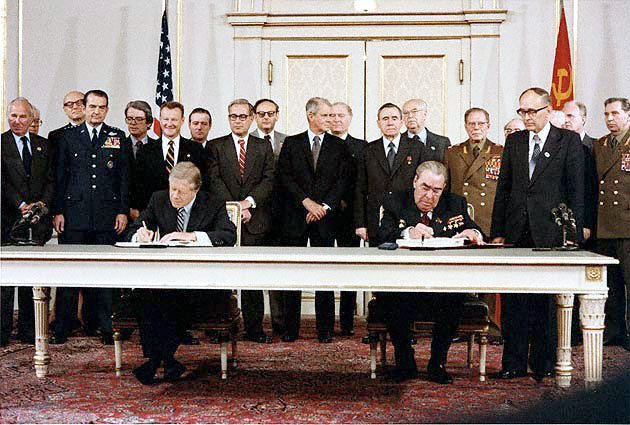
SALTIIに調印するカーターとソ連のレオニード・ブレジネフ書記長

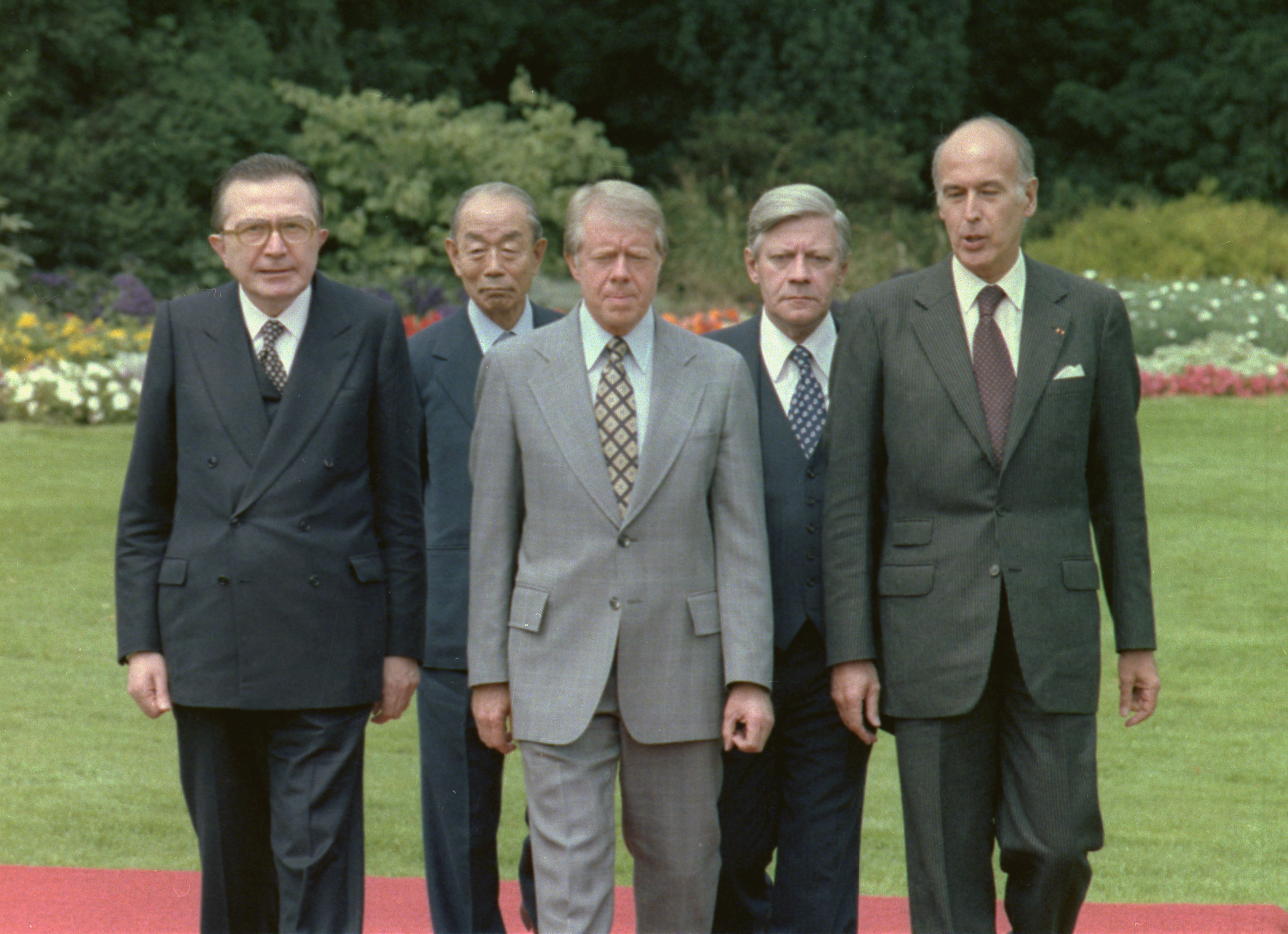
ボンサミットで、イタリアのジュリオ・アンドレオッティ首相、日本の福田赳夫首相、西ドイツのヘルムート・シュミット首相、フランスのヴァレリー・ジスカール・デスタン大統領と（左から。カーターは中央）

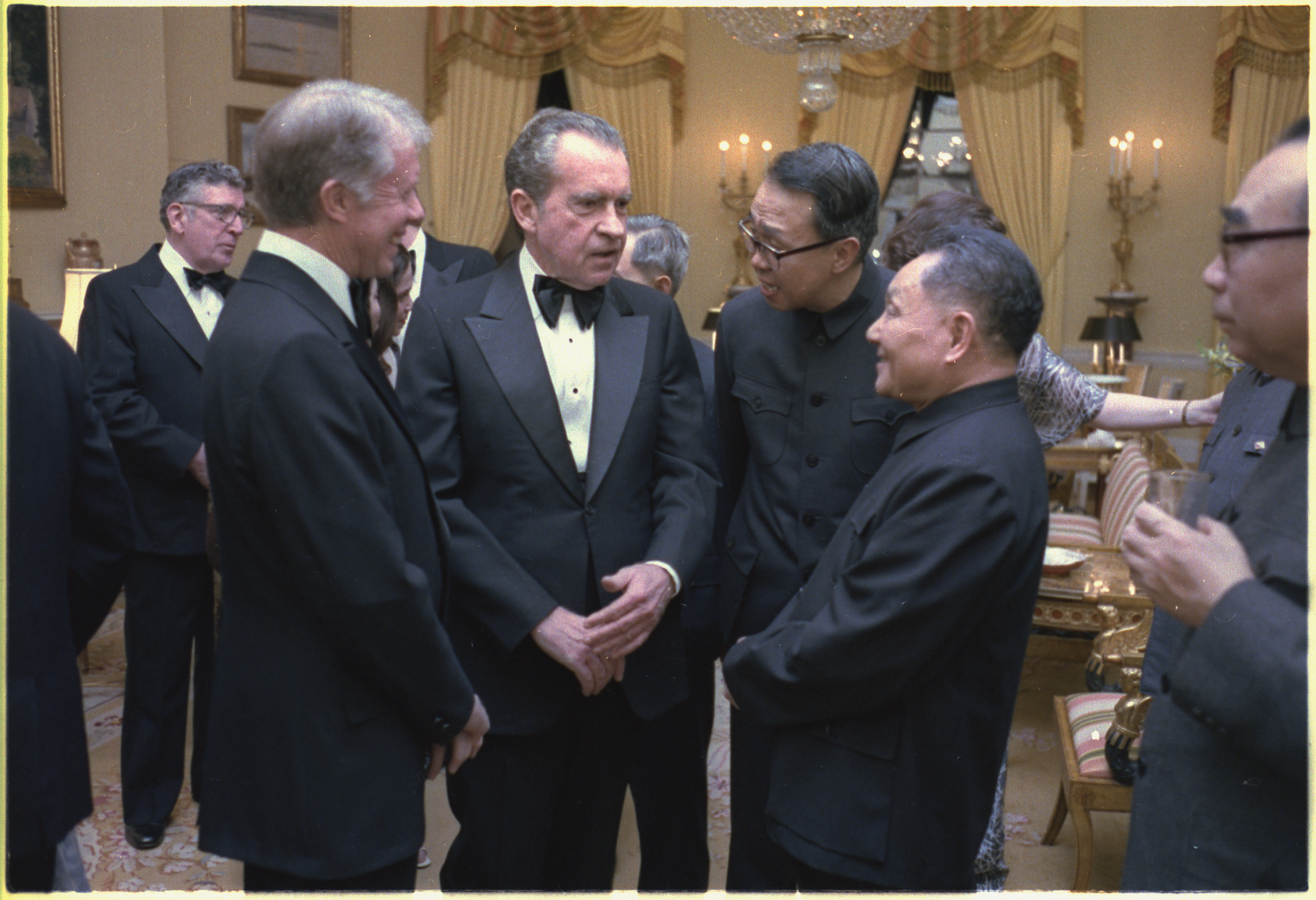
リチャード・ニクソン（中央）と中国の鄧小平（右）とともに(1979年)

ヴァンス国務長官と（1977年）

就任式の後、議事堂からホワイトハウスまで歩いて就任パレードを行った初の大統領である。このパレードが非常に好評であったため、その後多くの大統領がこれに倣っている。
カーターは世論調査のデータを盲信する傾向があり、ホワイトハウスに専属の調査員を常駐させるなど力を入れた。しかし、集計ミスの結果（「国民はアメリカの将来を悲観視している」というデータ）を真に受けて緊急テレビ会見を行い、支持率を急落させたこともあった。このころには、トレードマークであった笑顔もあまり見られなくなっていた。
内外政策の度重なる失敗、特にイランアメリカ大使館人質事件への対応の拙さによって国民の支持を失い、1980年アメリカ合衆国大統領選挙では共和党候補で元カリフォルニア州知事のロナルド・レーガンに選挙人投票で10倍近い差を、一般投票でも10ポイント近い差をつけられて敗北し、1期4年で政権の座を去った。
なお、イランアメリカ大使館人質事件では、カーターがホワイトハウスを去ったその日に人質が解放されたことから、海外のマスコミを中心に「選挙後まで人質を拘束させ続けるためにレーガン陣営が秘密の取り引きを結んだ。」という報道が見られた。

### 国内政策
就任後に施行したいくつかの経済政策の失敗と、1979年2月のイラン革命に前後した石油危機などから、在任中は高インフレと不況が国内を覆うことになった（カーターショック）。外交において降りかかった様々な問題に傾注した結果、これらの国内問題を解決することはできなかった。1979年3月28日にはスリーマイル島原子力発電所事故も発生している。なお1977年8月にエネルギーの生産と調整に関与する内閣レベルの組織であるエネルギー省と、1979年10月に教育行政を管掌する教育省の設立を行った。エネルギー省の設立は在任前後に起きたオイルショックを受けてのことである。以前は教育行政は保健教育福祉省（現在の保健福祉省）によって行われていた。
カーター政権運営の経済政策で後に影響を与えたものの1つに、1978年10月に成立した航空規制緩和法（Airline Deregulation Act）が挙げられる。この規制緩和によって路線の参入規制や運賃設定などの規制が撤廃された結果、サウスウエスト航空などの格安航空会社が台頭する一方、パンアメリカン航空、イースタン航空など従来の大手航空会社の経営は悪化して倒産し、激しい競争から生き残るために航空会社同士の合併が進んだ結果、2013年にはアメリカン航空・ユナイテッド航空・デルタ航空とサウスウエスト航空でアメリカ国内の航空市場シェア87パーセントを占める寡占状態となった。また、投資コスト抑制のための機材の老朽化や経験不足のパイロットが増えたことなどから、大事故が何件も発生することになったという指摘もある。

### 外交政策

#### 人権外交
冷戦の最中に「人権外交」を標榜し、中東において長年対立していたエジプトとイスラエルの間の和平協定「キャンプ・デービッド合意」を締結させるなど、中東における平和外交を推進した。なお、1977年3月16日にマサチューセッツ州クリントンで行われたタウンミーティングにおいて、アメリカ大統領として初めてパレスチナ人国家建設を容認する発言をした（しかしながら、この発言がユダヤ系アメリカ人の反感を買い、先に述べた1980年アメリカ合衆国大統領選挙の敗北の一因となった）。
SALT IIは締結されたが、アメリカ議会における批准は見送られることになった。そしてソ連のアフガニスタン侵攻を批判して1980年モスクワオリンピックをボイコットした。またパナマ運河のパナマへの返還などを実現させた。
イラン皇帝パフラヴィー2世は、アメリカが創設に手を貸した諜報機関SAVAK（ペルシャ語で「国家保安情報部」の略）を使い、拷問や処刑など恐怖支配を行っていた人物であるが、カーターは1977年12月にイランを訪問し、イランこそが中東における「安定した島」であると述べ、パフラヴィー2世を讃えた。表向きは人権外交を標榜するカーターであったが、アメリカにとって都合のいい同盟国の人権抑圧に対しては無関心であった。SAVAKの職員はイラン革命後に設立されたイラン情報省に多く雇用された。

#### 批判
CIAによる情報収集能力の低下や、軍事プレゼンスの低下などがきっかけになり、イラン革命やその後のイランアメリカ大使館人質事件を防げず、人質救出作戦「イーグルクロー作戦」にも失敗したことから、保守派から「弱腰外交の推進者」と言われることになった。イランにおけるアメリカ人の人質が解放されたのは、事件から実に444日後の1981年1月20日であり、皮肉にもこの日はカーターが後継のレーガンに政権を譲り、ホワイトハウスから去った日でもあった。
アフガニスタンで共産主義政権が誕生したことを受けてサイクロン作戦を発動、CIAを通じ反政府勢力ムジャヒディーンに大量の武器と資金を供与し政府転覆を企図しアフガニスタン国内の暴動をエスカレートさせ、アフガニスタン紛争を惹起した。カーターが主導したこの作戦の目的についてズビグネフ・ブレジンスキー大統領補佐官は「ソビエトの軍事介入を誘発すること」であったと述べている。ペルシャ湾をアメリカの権益と見做して中東への軍事介入も辞さないとするカーター・ドクトリンの基本姿勢は共和党政権にも引き継がれることとなった。

#### 対中融和政策
2代前のニクソンと1代前のフォードの中華人民共和国接近政策を受け継いで中華民国（台湾）との断交を決定し、1979年1月1日に国交を樹立した。同月に鄧小平がアメリカを訪問し、カーターと会談している（ただし、カーター自身はニクソン以降の歴代アメリカ合衆国大統領の中で唯一訪中していない）。
これにより米華相互防衛条約は無効化され、アメリカはアメリカ台湾協防司令部と在台アメリカ軍事顧問団を廃止して在台アメリカ軍を撤退させた。ただし中華民国との国交断絶後は、友人の許国雄の根回しもあって「台湾関係法」を制定し、現在に至っている。
大韓民国に対しても、選挙公約で在韓アメリカ軍の撤退も掲げていた。また、韓国政府が朴正煕の軍事独裁である点や、極秘裏に核兵器開発計画を進めていたこともあって、朴政権との関係は険悪だったとされる。
アメリカはバンコクの大使館を通じて、カンボジアにおいて親中派のポル・ポトが市民を虐殺している事実をつかんでいた。だが、ベトナムとクメール・ルージュが争うようになると、カーター政権の姿勢は一変し、1979年に国際連合総会で、アメリカは中国と共にポル・ポト政権を支持、代表権を認めさせた。カーター政権は中国と一層接近し、ベトナムを追い詰めていった。

### 政権
| 職名             | 氏名                                   | 任期            |
| ---------------- | -------------------------------------- | --------------- |
| 大統領           | ジミー・カーター                       | 1977年 - 1981年 |
| 副大統領         | ウォルター・F・モンデール              | 1977年 - 1981年 |
| 国務長官         | サイラス・ヴァンス                     | 1977年 - 1980年 |
| 国務長官         | エドマンド・マスキー                   | 1980年 - 1981年 |
| 財務長官         | マイケル・ブルーメンソール             | 1977年 - 1979年 |
| 財務長官         | ウィリアム・ミラー                     | 1979年 - 1981年 |
| 国防長官         | ハロルド・ブラウン                     | 1977年 - 1981年 |
| 司法長官         | グリフィン・ベル                       | 1977年 - 1979年 |
| 司法長官         | ベンジャミン・R・シヴィレッティ        | 1979年 - 1981年 |
| 内務長官         | セシル・D・アンドルス                  | 1977年 - 1981年 |
| 商務長官         | ジュアニータ・M・クレップス            | 1977年 - 1979年 |
| 商務長官         | フィリップ・M・クルズニック            | 1979年 - 1981年 |
| 労働長官         | レイ・マーシャル                       | 1977年 - 1981年 |
| 農務長官         | ロバート・セルマー・バーグランド       | 1977年 - 1981年 |
| 保健教育福祉長官 | ジョセフ・アンソニー・カリファノ       | 1977年 - 1979年 |
| 保健福祉長官     | パトリシア・ロバーツ・ハリス           | 1979年 - 1981年 |
| 教育長官         | シャーリー・マウント・ハフステッドラー | 1979年 - 1981年 |
| 住宅都市開発長官 | パトリシア・ロバーツ・ハリス           | 1977年 - 1979年 |
| 住宅都市開発長官 | モーリス・エドウィン・ランドリュー     | 1979年 - 1981年 |
| 運輸長官         | ブロック・アダムズ                     | 1977年 - 1979年 |
| 運輸長官         | ニール・E・ゴールドシュミット          | 1979年 - 1981年 |
| エネルギー長官   | ジェームズ・R・シュレシンジャー        | 1977年 - 1979年 |
| エネルギー長官   | チャールズ・W・ダンカン                | 1979年 - 1981年 |

## 大統領退任後

### 積極的な外交活動

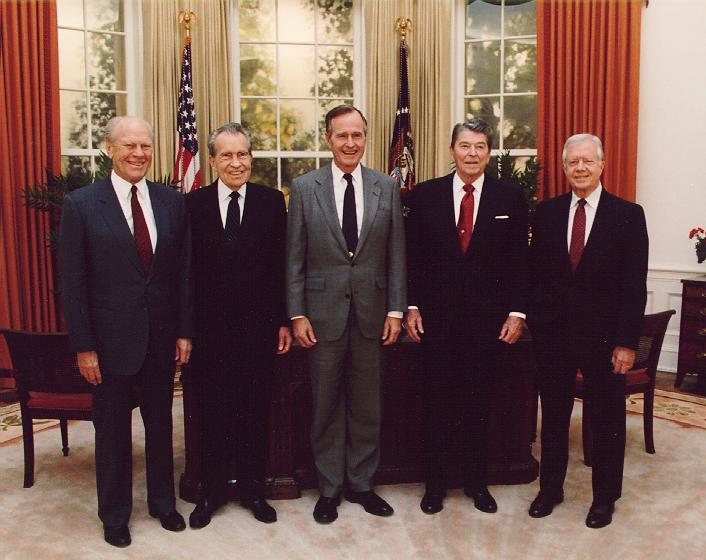
歴代のアメリカ合衆国大統領とともに（1991年当時撮影。右端がカーター）

大統領任期中は「人権外交」を標榜しながら大きな成果を上げられず、イラン革命を許しソビエト連邦のアフガニスタン侵攻を意図的に招くなどしたが、大統領職を退任してからは1982年に非政府・非営利組織カーターセンターを設立し、世界平和・疫病撲滅・希望構築などの積極的な外交活動を行っている。
- 1994年
核開発疑惑により朝鮮民主主義人民共和国（北朝鮮）とアメリカとの間で一触即発の危機に陥った折、ジェームス・レイニー駐韓アメリカ大使の要請を受け、アメリカ合衆国大統領経験者として初めて北朝鮮を訪問して金日成主席と会談した。北朝鮮の核開発凍結と査察受け入れで合意し、同年の米朝枠組み合意とつながっていった。しかしその後も北朝鮮は核兵器・弾道弾の開発を極秘裏に継続し、ついにはアメリカ本土を対象とした核攻撃計画まで表明するに至った[14]。
- 2002年5月
キューバを訪れ、同国指導者のフィデル・カストロと会談。1959年のキューバ革命とその後の関係悪化以来初めてキューバを訪問したアメリカ合衆国大統領経験者となった。
- これらの功績により「数十年間にわたり国際紛争の平和的解決への努力を続け、民主主義と人権を拡大させたとともに、経済・社会開発にも尽力した」ことを評価され、2002年にノーベル平和賞を受賞した。
- 2010年8月26日
再び北朝鮮を訪問し、同国への不法入国罪で服役していたアメリカ人男性のアイジャロン・ゴメスを釈放するよう交渉を行い、特赦。ゴメスと共に出国した[15]。
- 2011年南部スーダン独立住民投票の監視に参加した[16]。
- 2013年11月
ジョージア州アトランタで中国人民対外友好協会と「米中関係年次フォーラム」を開催。中国メディアの取材にも応じ「中国と日本との問題解決にアメリカが介入する必要は無い」と述べ、米中が互いに尊重し合う「新たな大国関係」について語ったことなどを環球時報が伝えている。

### 出版
- 2006年11月
"Palestine peace not apartheid"（日本語版：『カーター、パレスチナを語る―アパルトヘイトではなく平和を』）を出版した。ユダヤ・ロビーといわれる圧力団体が大きな力をもって存在し、政治・経済などを主としてあらゆる分野の主要ポストに多数ユダヤ系が見られたり、アメリカの全人口のたった2パーセントに過ぎないが、イスラエル在住のユダヤ人を少し上回る数のユダヤ人が居住するアメリカにおいて、政治家によるイスラエル批判というのはタブーに等しく、発売後かなりの大反響を巻き起こし、ベストセラーとなった。カーターはその大統領就任の経緯からしても、他の歴代大統領たちと比較してイスラエルやユダヤ人社会に過剰に配慮しなくてはならない理由はなかったが、ユダヤ人の多くは民主党の支持者であり、さすがに任期中は公然とパレスチナの味方をすることはとてもできず、この出版で真実を吐露することとなった。この本においてカーターは「ハマースなどパレスチナ側にも非があるが、問題発生から60年、ここまで問題をこじらせたのはイスラエルである」と言い切る。イスラエル建国60周年に当たる2008年に日本でも出版された。

### 慈善活動
貧困層への住宅建設とコミュニティ設立を中心に活動しているNGO「ハビタット・フォー・ヒューマニティ」の活動を支援しており、同NGOが行っているボランティア活動に同行し、テレビCMにも出演している。

### USSジミー・カーター（USS Jimmy Carter, SSN-23）
1998年4月27日、アメリカ海軍は潜水艦の乗組員として勤務した経験のあるただ1人の大統領としてシーウルフ級原子力潜水艦3番艦の艦名にカーターの名を命名した。なお、生存している人名を付けられた少数のアメリカ海軍艦船のうちの1隻である。

### 癌の公表
カーターの両親と弟と妹2人は膵癌で亡くなっている。彼は膵癌にはなっていないが、2010年に膵癌と誤認された。
- 2015年8月12日
肝臓の手術の過程で、癌が体の複数の部位へ転移していることがわかったと発表した。以後はジョージア州の病院で治療を受けるという[18]。
- 2015年8月21日
カーター自らが記者会見を行い、脳に癌が転移していることを発表した。以後は定期的に放射線治療を受けるという。
- 2015年12月7日
脳に転移した癌の治療が成功し、癌が消えたことを発表した[19]。
- 2016年3月8日
脳のがん治療が成功し、前年12月に癌が消えたことにより、治療を受けることをやめることを発表した[20]。

### 転倒による入院
- 2019年5月13日
転倒し腰を骨折。同日にジョージア州アメリカスのフィービーサムターメディカルセンターで手術を受けた[21]。
- 2019年10月6日
転倒により頭部を14針縫うケガを負った[22]。
- 2019年11月11日
転倒時の出血に伴う脳圧の上昇を抑える処置を受けるためエモリー大学病院に入院した[23]。

### 尿路感染症
- 2019年12月2日、尿路感染症の治療のためにジョージア州の病院に入院し、12月4日に退院した[24][25]。

### 終末期医療
2023年2月18日、病院での治療から、自宅で穏やかに最期を迎える「ホスピスケア」に移行することが発表された。 追加の治療を受ける代わりに、残された時間を自宅で家族と過ごすことを決断したという。その際には余命1週間とも宣告されたが、同年9月下旬には地元のイベントに夫婦で出席、10月1日には99歳の誕生日を迎えた。同年11月19日には妻ロザリンが96歳で死去している。2024年5月14日、孫のジェイソン・カーターがカーターセンターで開かれた精神衛生フォーラムにて講演を行い、ジミー・カーターの人生の終わりが近いと思われることを明かした。同年10月1日、歴代の大統領で初めて100歳の誕生日を迎えた。

### 死去
2024年12月29日、プレーンズの自宅において死去。満100歳没。非政府組織「カーター・センター」が公式サイトで発表した。2025年1月9日、国葬が執り行われ、現職のジョー・バイデン大統領、元大統領のビル・クリントン、ジョージ・W・ブッシュ、バラク・オバマ、ドナルド・トランプをはじめ国内外から多数の人物が参列し、日本からは石破茂首相の特使として菅義偉元首相が参列した。
1976年の大統領選挙で争った故ジェラルド・フォードと互いの弔辞を読む約束を交わしていたとされ、故フォードが生前に用意していた弔辞を息子のスティーブン・フォードが読み上げている。

## 自伝
- (1976) Why not the best?. バンタム・ブックス（英語版）
  - 酒向克郎 訳『なぜベストをつくさないのか : ピーナッツ農夫から大統領への道』英潮社、1976年。NDLJP:12222926。
- (1991) Living Faith. ランダムハウス
  - 瀬戸毅義 訳『信じること働くこと―ジミー・カーター自伝』新教出版社、2003年。
- (2015) A Full Life: Reflections at Ninety. サイモン&シュスター
- (2018) Faith: A Journey For All. サイモン&シュスター

## トピック
- 長らく南部バプテスト連盟系列の教会の信徒だったが、南部バプテストが神学的、政治的に保守化を強めた事から2000年には脱退し、その後進歩派の新バプテスト連盟、新バプテスト契約の創立者の1人になっている。また大統領候補として初めて「ボーン・アゲイン」を公言して福音派を自称した。中絶支持にも反対し、福音派の支持を得て1976年11月の大統領選挙に勝利した。タイム誌はこの年を「福音派の年」と呼んだ。
- カーターは連邦議会議員の経験は無く、大統領就任前はジョージア州で州知事と州議会上院議員をそれぞれ1期ずつ務めたのみで、大統領選挙に出馬した時も当初は全米的な知名度が皆無に等しかった。大統領選挙への出馬を決断し、実母に報告した際は彼の母親ですら「どこの会長（プレジデント）に立候補するって？」と訝ったという[37]。
- 1977年
大統領だったカーターはジョン・F・ケネディ暗殺事件の再調査を命じ、下院に「暗殺問題調査特別委員会」を設置した。しかし、疑義の多いウォーレン委員会の結論を覆せるだけの証拠を発見できず、リー・ハーヴェイ・オズワルドの単独犯行説を否定する結論は出されたものの、何者かによる陰謀の存在を立証するには至らなかった。
- 1977年9月に打ち上げられたボイジャー探査機に搭載されたゴールデンレコードにメッセージを入れたことで、世界で初めて地球外にメッセージを送った人物となった。
- 1979年4月
故郷のジョージア州で釣りをしていた際、乗っていたボートにウサギが近づいて来たため追い払うという出来事が発生し、マスコミなどによって格好のネタにされた（ジミー・カーターウサギ事件）。
- 1979年6月
東京サミットのため来日した。この時に夫人と共に六本木の焼き鳥店や狛江市内の蕎麦屋へ来店している。表面上は「ふらりと」「お忍びで」訪れているように報道されたが、実際には大使館側の予約であることと、その場に居た客も「仕込み」のサクラであることが判っている。同様の演出はその後の大統領来日の際にも行われている。日本初のアメリカ領事館が置かれた静岡県の下田を夫人と娘と共に27日に訪れ、タウンミーティングとパレードを行った[38][39]。
- 1980年7月9日
大平正芳の葬儀に参列した[40]。
- 1984年5月22日
YKK創業50周年の式典に参加するため富山県黒部市を訪問。訪問を記念して開催したジョギング大会でカーターが号砲を鳴らしたあと、カーター自身もジョギングに参加した[41]。この時、YKK創業関係者宅を訪れている[42]。このジョギング大会を発祥とする黒部市のロードレースの名称を、1993年に「カーター記念黒部名水ロードレース」と名付け、2014年には「カーター記念黒部名水マラソン」に変更した。開催時にはカーターが大会へメッセージを送っている。また5月25日には元アメリカ大統領として初めて広島平和記念資料館を訪問した。
- 1990年
1985年にカーターセンターに寄贈された梵鐘が、第二次世界大戦中に世羅郡広定村小童（現・三次市甲奴町小童）の正願寺から供出されたものだった[43]という縁から、広島県甲奴郡甲奴町を訪問した。
- 1993年7月6日
7月3日に他界したYKK創業者である吉田忠雄の葬儀に参列した[44]。
- 1994年
広島県甲奴郡甲奴町にジミー・カーター・シビックセンターが落成、カーターも再訪した[45]。1992年に完成した同町内の球場はカーター記念球場と命名されているほか、広島県道27号吉舎油木線の商店街に「カーター通り」の名が付けられた。また、カーターから贈られたピーナッツの種（ランナー種）が作付けされ、その後「カーターピーナッツ」として地域の特産品になっている[46]。
- 2007年2月11日
授賞式が行われた「第49回グラミー賞」で、オーディオブック「Our Endangered Values：America's Moral Crisis」が最優秀朗読アルバム賞を受賞した。
- 自伝に“Why not the best?”（なぜベストをつくさないのか）がある。これは海軍で原子力潜水艦開発計画に従事していたとき、上司のハイマン・G・リッコーヴァー提督に突きつけられた言葉から来ている。
- 大統領を退任してからは生まれ故郷のジョージア州プレーンズで暮らしている。プレーンズの町はピーナッツの名産地であり、自身もピーナッツ栽培農家であったカーターは毎年秋に開かれるピーナッツフェスティバルに参加しており、町の名士として活動している[47]。なお同町出身で妻でもあるロザリンの実家もピーナッツ栽培を家業としていた。
- 2012年
ハーバート・フーヴァーの31年7カ月の記録を更新し、退任後最長寿の元大統領となった。更に2019年3月22日にジョージ・H・W・ブッシュ（2018年11月30日に94歳171日で死去、カーターより111日早く生誕）の記録を更新し、最長寿の歴代アメリカ合衆国大統領経験者となった。
- ホワイトハウスの流儀に馴染めず、来客の朝食もパン食だけということが多く、人気が無かった。私的な食費のみならず、晩餐会の来客の食事費用も大統領一家持ちなうえに、2桁のインフレによる物価高騰に悩まされ、しかも成人した子供たちや、母親や弟までがホワイトハウスに同居していたため、生活費に困っていたからである。ホワイトハウスに飾る花も業者から買わずに野草を摘むようにさせていたほどであった。公園で花を摘んでいた生花係が警官に職務質問を受けることも頻繁にあった[48]。
- 2017年10月、弟のビリー・カーターが、リビアで22万ドル（2017年のレートで約2500万円）を受け取っていたことが判明した[49]。
- 2019年1月
コリー・ブッカーに2020年アメリカ合衆国大統領選挙を目指して欲しいと表明[50][51][52][53][54]。
- 身長5フィート9.5インチ（約177センチメートル）[55]。
- 1978年
カーターはサウジアラビアにF-15戦闘機や空中警戒管制機を売却した。カーターは、イランへの早期警戒管制機（AWACS）売却も狙っていたが、パフレヴィー王朝が倒れてしまい断念せざるを得なくなった。その後、ハミルトン・ジョーダン首席補佐官をイランに特使として派遣し、アメリカがパフレヴィー独裁体制を支援してきたことについて遺憾の意を表したが、謝罪はしなかった。
- 1979年
アフガンでは政府による土地改革の失敗や女性の権利付与に対する反発が広がっていた。3月にはヘラート州で暴動が発生し、多くの人が殺害された。7月3日、このようなアフガンの反乱組織にカーターは5億ドルの支援を与える決定を下した。こういう状況の中でアフガン政府は隣国のソビエト連邦に介入を要請した。ブレジンスキーはソビエト連邦を泥沼の戦争に引きずり込むチャンスであるとカーターに説明した。
- ザカリー・テイラー以来の南部出身の大統領である。また、ジョージア州から選出された初の大統領でもある[56]。
- 3人の女性閣僚を任命した初の大統領。任命したのは、商務長官のジュアニータ・M・クレップス（英語版）、住宅・都市開発長官のパトリシア・ロバーツ・ハリス、教育長官のシャーリー・マウント・ハフステッドラーである[57]。
- 在任中の1978年3月、アメリカ大統領史上初めて、サハラ以南のブラック・アフリカを訪問した[58]。
- 夫人のロザリン・カーターは、1977年5月から6月にかけて大統領の公式名代として中南米7ヵ国を訪問した。これは歴代大統領の中で最初である[58]。
- 1977年8月16日にエルヴィス・プレスリーが亡くなった際には、「我が国家の貴重な財産がもぎとられた」と、異例の追悼声明を発表している[59]。
- リブ女性誌『Ms.』の編集長G.スタイナムは、カーター政権について、「就任後1年間の成績には失望したが『女性のために働きたい』と述べた大統領にはまだ望みを託している」と、カーターが妊娠したイラストを掲げて記者会見をしている[60]。